# Demadiana simplex
Espèce
Synonymes
- Dema simplex Karsch, 1878

Demadiana simplex est une espèce d'araignées aranéomorphes de la famille des Arkyidae.

## Distribution
Cette espèce est endémique d'Australie. Elle se rencontre en Nouvelle-Galles du Sud, au Victoria, en Australie-Méridionale et dans le Sud de l'Australie-Occidentale.

## Description
Les mâles mesurent de 1,82 à 1,91 mm et les femelles de 2,64 à 3,24 mm.

## Publication originale
- Karsch, 1878 : Exotisch-araneologisches, 2. Zeitschrift für die gesammten Naturwissenschaften, vol. 51, p. 771-826.